# Jos Smeets
Maria Joseph (Jos) Smeets (Valkenburg aan de Geul, 2 februari 1871 – Heerlen, 5 september 1951) was een Nederlands muziekpedagoog, voornamelijk bekend in provincie Limburg.
Hij was zoon van Anna Maria Hubertina America en Arnold Joseph Smeets. Hijzelf was in 1899 getrouwd met Maria Eugenie Josephine (Marie) America, dochter van Leonard America en Leonie Hubertine Christine Smeets.
Smeets was zoon van de gemeente-secretaris van Valkenburg, die voorts organist was en leider van plaatselijk koor Walrams Genootschap en betrokken bij het "Koninklijk Heerlens Mannenkoor Pancratius". 
Vanaf 1910, de oprichting van de Muziekschool Heerlen, was Jos Smeets er als (hoofd)leraar piano en zang werkzaam; hij was dat voorheen in Valkenburg. Hij volgde in 1911 zijn vader op bij Pancratius; een functie die hij tot 1923 zou vervullen.  Smeets was tussen 1932 en 1951 directeur van de muziekschool. Hij was opvolger van oprichter Charles Hennen en zou opgevolgd worden door Henri Heydendael. Hennen was op 1 januari 1932 vanwege gezondheidsredenen gestopt, maar zou zijn opvolger overleven. Gedurende zijn directeurschap was hij dirigent van het schoolorkest en vanaf 1937 van de Heerlense Orkest-Vereniging. Hij tilde na Hennen het muziekleven in Heerlen naar een hoger niveau in de periode dat ook de Stedelijke Muziekschool Maastricht hetzelfde deed voor een groter gebied. In 1949 moest Smeets het rustiger aan doen in de muziekschool en Heyerdael nam al wat lessen van hem over.
Jos Smeets werd begraven in Valkenburg.